# Distrito de La Coipa
El distrito de La Coipa es uno de los siete que conforman la provincia de San Ignacio en el departamento de Cajamarca en el Perú. Su principal actividad económica es la agricultura, cuyo cultivo principal es el café.
Desde el punto de vista jerárquico de la Iglesia católica forma parte del Vicariato Apostólico de San Francisco Javier, también conocido como Vicariato Apostólico de Jaén en el Perú.

## Historia
El distrito fue creado mediante Ley 15560 del 12 de mayo de 1965, en el primer gobierno del Presidente Fernando Belaúnde Terry.
La historia de La Coipa se remonta a un legado  histórico desde las antiguas etnias que  habitaron estos lugares pero nos aproximamos  a los años 1885, la llegada de los primeros pobladores como Simón Cruz Córdova, acompañado de sus hijos Asunción y José, con procedencia de tierras de Chalaco, Provincia de Huancabamba, su ingreso a estas tierras lo hicieron por la quebrada Templa, allí pidieron posada y trabajaron para Francisco Tucunangu Doncari Jefe de la Comunidad de Chirinos, después de trabajar por un tiempo decidieron pedir tierras para trabajar, el Jefe tuvo que romper sus normas propias de la Comunidad no permitir el ingreso a extraños… no gozar de tierras a quienes no nacieran en ella, fue el propio Francisco Tucunangu y Florián Usupan quien estrego las tierras , para ocupar las tierras de COLLPA, hoy COIPA. En pocos años la Comunidad de COLLPA creció y tuvieron sus primeras autoridades en los años 1940, nombrándose su primer Teniente Gobernador al Señor Manuel Nuñez y como Agente Municipal al Señor Feliberto Montalvan, que pertenecían al Distrito de Chirinos, Provincia de Jaén. Con el esfuerzo de toda la Comunidad en el año de 1946, se construye la Capilla, con la presencia del Párroco José Martin Cuestas, con su Patrona “Virgen de la Asunción” quien en homenaje a ella se celebra la festividad en el Distrito el día 15 de agosto es su día central y en el mismo año se construye la Escuela Primaria después de largas gestiones y trámites se logra la creación la Escuela Primaria de Menores N° 502 (hoy N° 16471) con Resolución Ministerial N° 2180 de fecha de 10 de abril de 1951 del Caserío de las COLPAS (Coipa), perteneciente al Distrito de Chirinos. La independencia de San Ignacio de la Provincia de Jaén, se da el 16 de septiembre de 1821, fue la oportunidad para esta localidad se independizase del Distrito de Chirinos y pase a formar parte de las comunidades de la Provincia de San Ignacio.
El distrito La Coipa cuenta con un Museo Arqueológico "CONIPA" creado el 24 de marzo por RM N° 007-2013 y reconocido por resolución directoral N° 015-2004 del INC Jaén, éste museo alberga piezas arqueológicas que muestra la evolución histórica y cultural.

## Capital
Su capital es el poblado de La Coipa que se encuentra a 1500 m s. n. m., tiene una temperatura promedio de 23 °C, entre sus construcciones más importantes tenemos el palacio municipal, la Iglesia Virgen de la Asunción, el parque cívico La Coipa, La Plazuela José Martín Cuestas.

## Población
El distrito de La Coipa cuenta con una población de 18 422 habitantes según el censo 2005.

## División política
Políticamente está conformado por 8 centros poblados y 84 caseríos. Entre ellos tenemos: Rumipite, Pacaypite, El Rejo, El Pindo, Vergel, La Lima, San Francisco, Buenos Aires, Vira vira, Alto Papayal, Barro Negro, Catahua, Cañas Bravas, Chinburique, El Carrizo, El Horcón, El Huabo, El Paraíso, El Porvenir, Estrella Divina, Flor de La Selva, Flor de Loma Larga, Gramalotal, Huacora, La Chonta, La Cidra, La Jalquilla, La Laguna, La Libertad, La Manga, La Palma, La Rinconada, La Unión, Las Calabazas, Las Cidras, Las Cocas, Las Cuevas, Laurel, Llano Grande, Los Ángeles, Los Lirios, Machetillo, Montefrío, Monterrico, Morerillo, Nuevo Paraíso, Palo Amarillo, Pedernales, Portachuelo, Potrerillo, Rayos del Sol, Rumipite Alto, San Marcos, San Martín de Yerbas Buenas, Tabloncillo, Tamboa, Tres de Mayo, Unión las Vueltas. Villa rica.

## Límites
- Por el norte: Con la quebrada El Limon-Santa Rosa (Distrito de Chirinos).
- Por el sur: Con el fundo La Vega (Distrito de Chirinos) y Jaén.
- Por el este: Con el distrito de Chirinos.
- Por el oeste: Con el río Tabaconas (Distrito de Tabaconas).

## Autoridades

### Municipales
- 2019 - 2022[5]
  - Alcalde:Vicente Ylibrando Orihuela García Movimiento de Afirmación Social.
  - Regidores:

  1. Rosas Peña Chanta (Movimiento de Afirmación Social)
  2. Lorenzo Vásquez Silva (Movimiento de Afirmación Social)
  3. Grimaldo Ramírez Paico (Movimiento de Afirmación Social)
  4. Gladis Maritza Chinchay García (Movimiento de Afirmación Social)
  5. Alexander Efus Díaz (Alianza para el Progreso)

Alcaldes anteriores
- 2015 - 2018:[6] Rosas Edgardo Cruz Meza
- 2011 - 2014: Vicente Ylibrando Orihuela García
- 2003 - 2010: Samuel Sánchez Rivera
- 1993 - 2002: Eraclito Castillo Castillo

## Festividades
- 15 de agosto : Virgen de la Asunción